# Leptacis seyrigi
Leptacis seyrigi är en stekelart som beskrevs av Lubomir Masner 1960. Leptacis seyrigi ingår i släktet Leptacis och familjen gallmyggesteklar. Inga underarter finns listade i Catalogue of Life.